# Na'aran
Na'aran (נערן), originàriament Niran (נִירָן), és un assentament israelià localitzat a Cisjordània, que s'organitza com a un quibuts. Està situat al centre de la vall del Jordà, a 34,5 quilòmetres de la línia verda, i es troba sota la jurisdicció del Consell Regional de Bik'at HaYarden. L'any 2019 tenia una població de 101 habitants.
L'assentament es va anomenar originalment Niran per la ciutat bíblica de Naaran. El 2018 va passar a anomenar-se Na'aran.
La comunitat internacional considera que els assentaments israelians a Cisjordània són il·legals segons el dret internacional, però el govern israelià ho disputa.

## Situació
Na'aran es troba a una altitud de 165 metres sota el nivell del mar, a la part central de la vall del Jordà, i se situa a 12 quilòmetres al nord del centre de Jericó, 30 quilòmetres al nord-est del nucli històric de Jerusalem i a 65 quilòmetres a l'est del centre de Tel-Aviv.

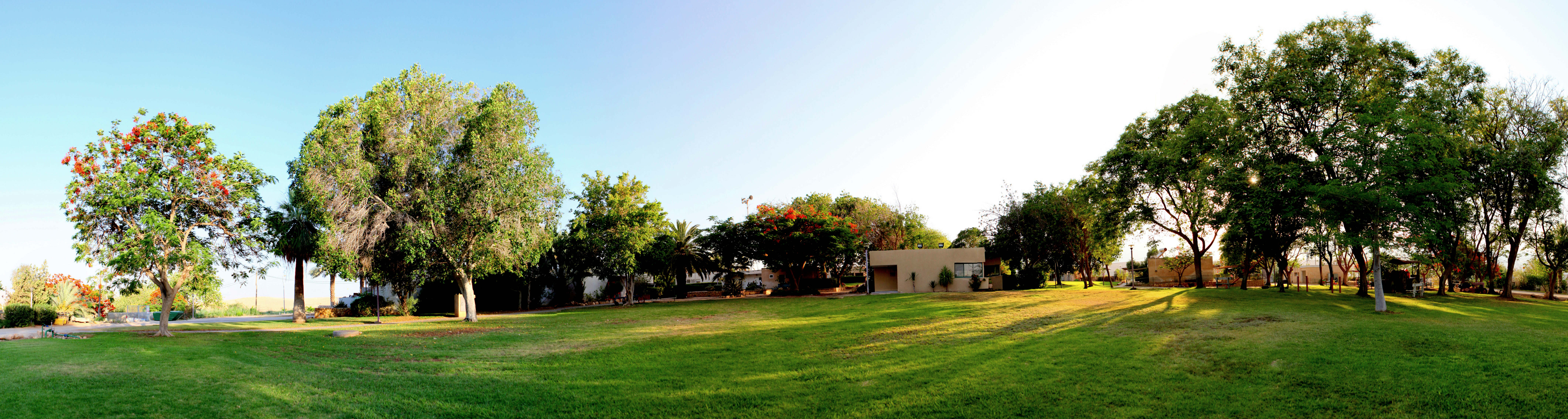
Quibuts de Na'aran.

Està connectat amb la xarxa de transport de Cisjordània per la carretera número 90 (l'anomenada carretera de Gandhi), el principal eix de transport nord-sud de la vall del Jordà. El quibuts es troba a uns 8 quilòmetres del riu Jordà, que també forma la frontera internacional entre la Cisjordània controlada per Israel i el Regne de Jordània.
El poble forma part d'una franja territorialment contínua d'assentaments agrícoles israelians que s'estenen al llarg de la carretera número 90. L'únic assentament palestí important als voltants és el poble d'al-Fasayil, el nom del qual conserva el nom del lloc antic original de Fesael. Fasayil es troba al costat nord d'aquesta franja d'assentaments, que també inclou la zona agrícola jueva dels assentaments de Netiv Hagdud, Tomer, Gilgal i Petza'el.
A l'oest de l'assentament, el pendent pronunciat de les muntanyes de Samaria s'alça des de la falla de la vall del Jordà.

## Història
La proliferació d'assentaments a Cisjordània va ser promogut per Israel després de la seva conquesta el 1967. La vall del Jordà va ser una de les zones on es van establir primer els assentaments israelians. L'anomenat Pla Alon preveia l'annexió objectiva de bona part de Cisjodània.
L'assentament de Peca'el, establert el 1970, va ser el primer d'aquesta part de la vall del Jordà i al seu voltant, van anar sorgint d'altres comunitats agrícoles jueves.
Segons l'ONG paletina ARIJ, per construir Na'aran Israel va confiscar 176 dúnams de terra al poble palestí d'Al-Jiftlik. Na'aran va néixer com a un lloc militar avançat per prevenir infiltracions armades des de Jordània. Va ser desmilitaritzat i convertit en un quibuts civil el 1977.
A principis del segle XXI, Na'aran, com tota l'àrea del Consell Regional de Bik'at haYarden, no estava inclòs en el projecte del Mur de Seguretat israelià. Des de finals de la dècada de 1960, segons les intencions del Pla Alon, Israel pretén mantenir tota la franja de la vall del Jordà. El futur del poble depèn dels paràmetres d'un possible acord de pau entre Israel i els palestins.
Durant la segona intifada no hi va haver atacs palestins greus a Na'aran, així com a gairebé tota la regió de la vall del Jordà.

## Economia

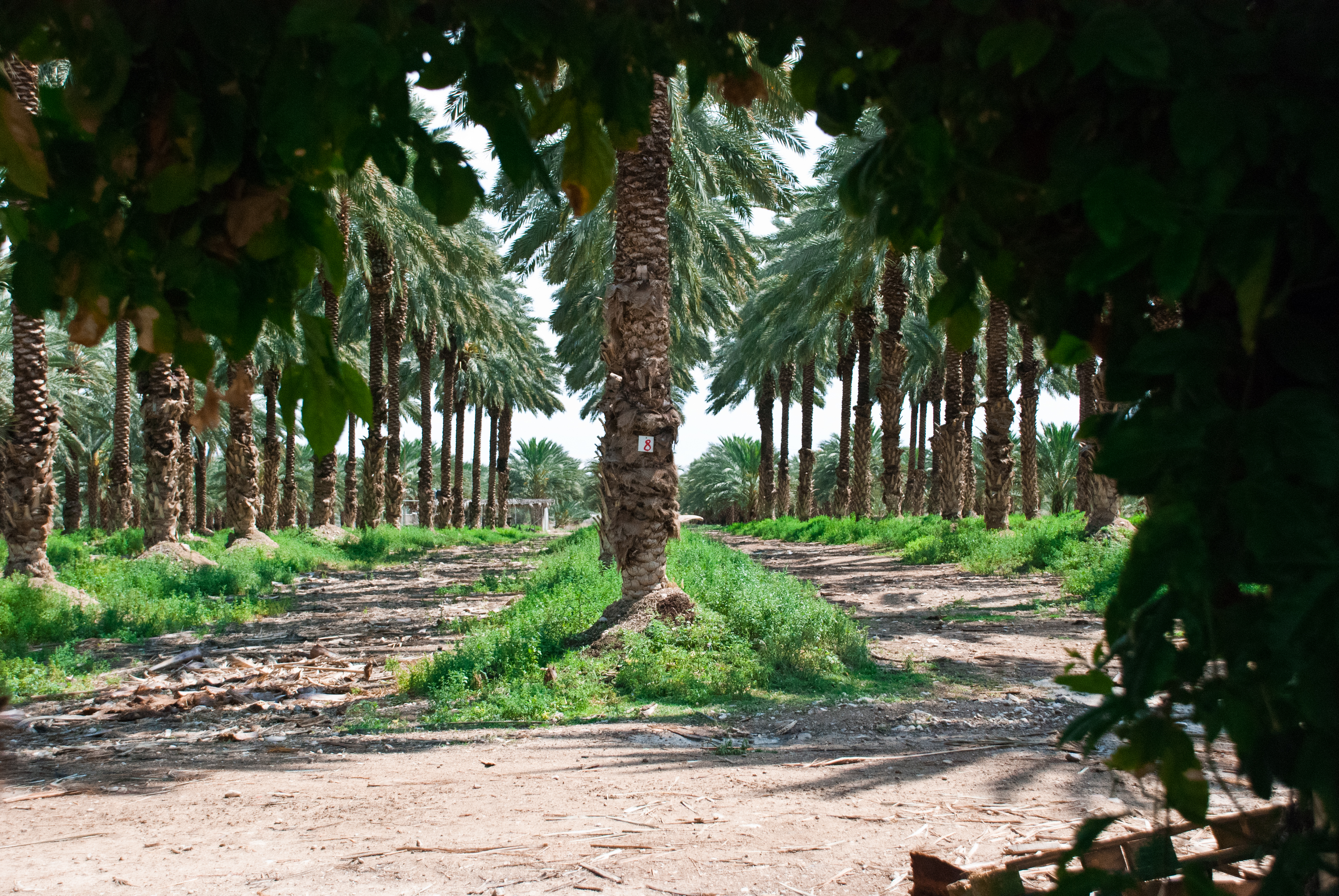
Camps de palmeres de dàtils a Na'aran.

El quibuts organitza tallers sobre sionisme, judaisme i societat israeliana. Alguns membres dels seus membres treballen als camps de dàtils o a la fàbrica local de plàstics P.V.Ran, que fabrica envasos i embolcalls per a productes alimentaris d'acord amb les normes internacionals.